# 모빌아이
모빌아이 또는 모빌아이 글로벌(Mobileye Global Inc.)은 자율주행 기술과 카메라, 컴퓨터 칩, 소프트웨어를 포함한 첨단 운전자 보조 시스템(ADAS)을 개발하는 회사이다. 모빌아이는 2017년 인텔에 인수됐다가 2022년 다시 상장했다. 모빌아이는 이스라엘 예루살렘에 본사를 두고 있으며 미국 맨해튼 미드타운에도 영업 및 마케팅 사무소를 두고 있다. (중국 상하이, 일본 도쿄, 독일 뒤셀도르프)

## 같이 보기
- 이스라엘의 경제
- 첨단 운전자 보조 시스템
- 무인 자동차